# Alpaida xavantina
Alpaida xavantina là một loài nhện trong họ Araneidae.
Loài này thuộc chi Alpaida. Alpaida xavantina được Herbert Walter Levi miêu tả năm 1988.